# Transport actiu

Bomba sodi-potassi, un exemple de transport actiu.

El transport actiu consisteix en el transport de substàncies en contra de gradient electroquímic, per fer aquest transport cal despesa energàtica en format d'ATP. En la majoria dels casos aquest transport es realitza d'un gradient d'H+ (potencial electroquímic de protons) prèviament creats ambdós costats de la membrana, per processos de respiració i fotosíntesi; per hidròlisi de l'adenosina trifostat mitjançant ATP hidrolasa de la membrana. El transport actiu varia la concentració intracel·lular i això dona lloc a un nou moviment osmòtic de rebalanceig per hidratació. Els sistemes de transport actiu són els més abundants entre els bacteris, i s'han seleccionat evolutivament a causa del fet que en els seus medis naturals la majoria dels procariotes es troben de forma permanent o transitòriament amb una baix concentració de nutrients.
El transport actiu de molècules a través de la membrana es realitzen en direcció ascendent o en contra de gradient de concentració (gradient químic) o en contra un gradient elèctric de pressió (gradient electroquímic), és a dir, és el pas de substàncies des d'un medi poc concentrat a un més molt més concentrat. Per desplaçar aquestes substàncies contra corrent és necessari l'aport d'energia procedent de l'ATP. Les proteïnes transportadores de transport actiu posseïxen activitat ATPasa, que significa que poden descendir de l'ATP(Adenosin Tri Fosfat) per formar ADP(Adenosin Di Fosfat) o AMP(Adenosin Mono Fosfat) com alliberació d'energia dels enllaços. Comunament s'observen tres tipus de transportadors:
- Uniportadors: Són proteïnes que transporten una molècula en un sol sentit a través de la membrana.

- Antiportadors: Inclouen proteïnes que transporten una substància en un sentit mentre que simultàniament transporten un altre en sentit oposat.

- Simportadors: Són proteïnes que transporten una substància junt a una altra, sovint un protó (H+).

## Importància del transport actiu
Els exemples de membranes plasmàtiques que activament transporten soluts inclouen el seguir:
1. L'absorció del menjar digerit al costat de les parets dels intestins prims de vertebrats.
2. La reabsorció selectiva dels ronyons dels animals amb lloms.
3. L'absorció de sals minerals del terra que fan les plantes.

## Transport actiu primari

### Bomba Na+/K+
La bomba sodi-potassi es troba en totes les cèl·lules de l'organisme, és encarregada de transportar els ions de potassi que aconsegueixen entrar a l'interior de les cèl·lules, donant una càrrega interior negativa i al mateix temps bombeja ions de sodi des de l'interior cap a l'exterior de la cèl·lula (axoplasma), no obstant el nombre d'ions Na+ (amb càrrega positiva) no sobrepassen a la d'ions amb càrrega negativa donant com a resultat una càrrega interna negativa. En el cas particular de les neurones en estat de repòs aquesta diferència de càrregues a ambdues bandes de la membrana s'anomena potencial de membrana o de repòs.

## Transport actiu secundari
És el transport de substàncies que normalment no travessen la membrana cel·lular, substàncies tals com els aminoàcids i la glucosa, on la seva energia pel transport actiu deriva del gradient de concentració dels ions de sodi de la membrana.
- Bomba de calci: És una proteïna de la membrana cel·lular de totes cèl·lules eucariotes. La seva funció consisteix en el transport de calci iònic ([[Ca+2]]) en el citoplasma que és unes deu mil vegades menor que en el medi extern, necessari per al funcionament normal de la cèl·lula. Això es deu al fet que les variacions en la concentració intracel·lular del Ca+2 es produeixen com a resposta a diversos estímuls i estan involucrats en processos com: la contracció muscular, l'expressió genètica, la diferenciació cel·lular, la secreció i diverses funcions de les neurones. Donada la varietat de processos metabòlics regulats pel Ca+2, un augment de la concentració de Ca+2 en el citoplasma pot provocar un funcionament anormal d'ells mateixos. Si l'augment de la concentració de Ca+2 en la fase aquosa del citoplasma s'aproxima a un dècim de la del medi extern, el trastorn metabòlic produït produeix la mort cèl·lular. El calci és el mineral més abundant de l'organisme, ja que compleix múltiples funcions.